# デ・ハビランド・カナダ DHC-8
デ・ハビランド・カナダ DHC-8
- 用途：旅客機
- 分類：リージョナル路線ターボプロップ小型機
- 設計者：デ・ハビランド・カナダ
- 製造者：ボンバルディア・エアロスペース→2代目デ・ハビランド・カナダ
- 運用者：日本国内: 琉球エアーコミューター、ANAウイングス
他、世界各国の航空会社で運用
- 初飛行：1983年6月20日
- 生産数：810機
- 運用開始：1984年にNorOntairへ
- 運用状況：現役（日本国では各地方都市より離島部及び国内線用空港への定期運航機材）

デ・ハビランド・カナダ DHC-8（de Havilland Canada DHC-8）は、1980年代初頭にカナダのデ・ハビランド・カナダ社が開発した双発ターボプロップ旅客機である。1992年にデ・ハビランド・カナダ社はボンバルディア・エアロスペース社（Bombardier Aerospace）に買収されたがDHC-8の生産は続けられた。ただし、DHC-8の名称は“ダッシュ 8”（Dash 8）に変更された。また、1996年以降のものについては騒音・振動抑制装置が装備された低騒音型として、Q シリーズ（Quiet Series）という名称に再び変更され現在に至っている。総生産機数は800機以上である。
日本の航空会社では、-100/-200がコミューター路線の大型化により1990年代後半から、またQ300/Q400がYS-11の後継機として2003年より地方路線を中心に運用されている。

## 開発
世界初のジェット旅客機であるコメットの製造会社として、欧米で最も長い歴史を持つデ・ハビランド・エアクラフトのカナダ子会社「デ・ハビランド・カナダ」が開発した。
前作・DHC-7はコミューター機として開発されたものであり、50名ほどを搭載できる機体のサイズや与圧された客室、強力なSTOL性能を有しながら騒音軽減が考慮されるなど市場に向いた設計であった。しかし4発機であったため、ほどなく登場した双発コミューター機と比べ価格や整備費の面で不利となり総生産数は113機で終わり、ビジネスとしては不振に終わった。顧客からはDHC-7の性能でより経済的な機体が求められた。デ・ハビランド・カナダは、改良型であるDHC-7-200の開発を予定していたが、取りやめとなり1979年にDHC-8として開発計画が公表された。1980年代からカナダ政府はデ・ハビランド・カナダを民営化した後ボーイングに売却、さらにボンバルディア・エアロスペースに売却されるなど会社再編が進行していたが計画は続行され、1983年7月20日に初飛行した。
デ・ハビランド・カナダの清算後、型式証明はボンバルディア・エアロスペースが取得し改良型を生産している（後述）が、生産が終了していたDHC-8以前の機種に関する権利はバイキング・エアに売却された。DHC-8の製造権も2019年からバイキング・エアの系列企業として新設された2代目デ・ハビランド・カナダに移っている。

## 機体概要
大まかな機体形状はDHC-7を踏襲し、主翼は直線翼で高翼配置である。主脚はエンジンナセル後部に収納される。全幅はDHC-7の28.35mに対し、25.58mとやや小さくなっており、コックピット周辺の形状も段差のないものに変更された。コミューター機としてSTOL性能を重視し、前縁フラップはないが二重隙間フラップを装備しており、これは翼幅の80%に達している。エンジンはターボプロップエンジンの双発である。DHC-7はPT-6（1,100軸馬力）4発であったが、DHC-8はプラット・アンド・ホイットニー・カナダ社製PW120（2,000馬力）2基搭載に変更されている。尾翼はT字尾翼で垂直安定板は前方にフィン（ドーサルフィン）が伸ばされているなど、大きなものである。方向舵は二重ヒンジ式であり、操縦性を高めている。客室は与圧されている。

### バリエーション
DHC-8にはいくつかのバリエーションがある。
シリーズ 100（Series 100）- DHC-8-100
1984年に運用が開始された原型の37-40座席バージョン。
シリーズ 200（Series 200）- DHC-8-200
性能を改善したより強力なプラット・アンド・ホイットニー製PW123エンジン（2,100軸馬力）をシリーズ 100に搭載。
シリーズ 300（Series 300）- DHC-8-300
シリーズ 200を3.4メートル胴体延長し、1989年に運用が開始された50-56座席バージョン。

## Q シリーズへの改良
ボンバルディア Q シリーズ
エア・ベルリン ボンバルディアQ400
- 用途：旅客機
- 分類：リージョナル・ターボプロップ小型機
- 製造者：ボンバルディア・エアロスペース
- 運用者
  - Flybe
  - 琉球エアーコミューター
  - ホライゾン
  - エアバルチック
  - ANAウイングス
  - その他
- 生産数：330機
- 生産開始：1996年
- 運用状況：現役（日本国内・北米大陸各地路線・欧州シェンゲン圏路線など）
- ユニットコスト
  - 約1300万USドル (Q200)

- - 約1700万USドル (Q300)
  - 約2700万USドル (Q400)[2]

ボンバルディア ダッシュ8（Bombardier “Dash 8”）は、DHC-8を基にボンバルディア・エアロスペースが生産した派生型。
1996年第二四半期から改良型のQシリーズに生産が移行し、シリーズ 200はQ200、シリーズ 300はQ300と改められた。また、シリーズ 300の胴体をさらに6.83メートル延長したQ400も登場し、最も大きなモデルとなった。この機体を記述するに当たってDHC-8-400や、Qを付加してDHC-8-Q400とされる場合が日本国内外を問わずよく見かける。これらについては姉妹機であるQ300やQ200でも同様である。2016年には貨物容量増加型改良機Q400CCが生産開始された。DHC-Q400CCとして日本の琉球エアーコミューターがローンチカスタマーとなった。現在製造されているのはQ400のみ。

### 機体構成
コックピットの計器類も改められている。三菱重工業がリスクシェアリングパートナーとして開発に参加し、中胴、後胴、垂直尾翼、水平尾翼、昇降舵／方向舵、ドアなど全体の半分近くの設計・製造を行っている。三菱グループは製造協力を行っており、後に2015年のMRJ（現・Mitsubishi SpaceJet）によるYS-11以来の日本製機材での初飛行に繋がった。かつて日本の日本航空機製造が製造したターボプロッププロペラ機「YS-11」より少し大きな機体で、効率の良い6枚ブレードのプロペラを装備して比較的低回転数（離陸時1020rpm、巡航時850rpm）で所要の出力を発揮する。また、巡航速度は700 km/h弱とターボプロップ旅客機としては比較的高速である。主な競合機であるATR-72と比較すると、巡航速度・航続距離・座席数の点などで優れている。その分着陸滑走距離が1,200mでは運用制限がかかる。
Q400CCはQ400と比較して貨物スペースを2.5倍に拡張する一方、座席数は74席（JAC運航機の座席数）からRACのQ300と同数の50席に減少させている。
騒音や振動の対策としては、1988年から研究が進められQ シリーズに採用されたものとして、機内のマイクロフォンが騒音を拾い、そのデータを元に能動的に騒音と振動を緩和させる装置 "NVS"（Noise and Vibration Suppression）がある。また同シリーズでは吸音素材も導入し、反響を抑えるための構造の改善など設計から見直した。その結果、平均騒音値は75.1 dBAまで下がり、高空飛行時の小型ジェット旅客機のボンバルディア CRJが発する騒音値よりも低いものとなった。

### 運用
日本ではYS-11が長年にわたり地方路線で活躍していたが、航空法の改正で空中衝突防止装置（TCAS）の設置が義務付けられたことにより、能力的に同機の後継機種として導入が行われた。2003年に日本エアコミューターが運航を開始。その後、エアーニッポンネットワーク・エアーセントラルも運航を開始した。なお、日本エアコミューターでは就航空港の滑走路長によりATR42-600の導入およびATR72-600に一部置き換え、J-AIRへのエンブラエル170・190の導入とそれに伴うJACからJ-AIRへの路線移管に伴い、順次退役が進行しており、2018年11月30日をもって全機退役。
琉球エアーコミューターではこれまで運航してきたQ100・Q300の代替としてQ400CCを導入し、2018年1月までに在来のQ100・Q300をすべて退役させた。Q400CCの導入の理由はこれまで運航してきた機材の老朽化に加えて、離島路線の貨物輸送力を増強してほしいという地域からの要望に応えるためであった。2013年に那覇～久米島線の一部・石垣～与那国線をJTAからRACへ移管した際、これまでのボーイング737からQ100・Q300へ変更したことにより貨物輸送力の減少が問題となっていた。特に与那国町では特産であるカジキの積載数が減少することから当時問題視されていた。Q400CCへの機材更新により、この問題の解決を図り、離島路線の貨物輸送力増強が図られることとなった。
ANAウイングスでは2023年6月に2026年以降にQ400を退役させることを発表したが、その後導入を予定していたMitsubishi SpaceJetが正式にプロジェクト中止とされたことから2024年7月22日にこれを撤回し、2025年以降7機のQ400の認定中古機を導入することを決めた。認定中古機は全て無事故機で、デ・ハビランド・カナダの責任下でANAの既存機と同仕様に改修し、整備後に受領する。ANAHDによると、導入後は10年使用可能な機材で、新造機と同様に一定期間のメーカー保証が付与されることが特徴だとしている。まとまった数の中古機を導入するのは日本の大手航空会社としては異例である。

## 運用者

### 航空会社
- USエアウェイズ - アメリカ合衆国国内線中心の運航。
- ホライゾン航空
- コルガン・エア
- フロンティア航空 - A318と共にアメリカ合衆国国内線主力機材として運航した。
- エアタホマ（Air Tahoma）
- Flybe
- 日本エアコミューター - ATR42-600の導入とATR72-600に一部置き換え、さらにジェイエアへの路線移管に伴い、2018年11月30日を以って運航終了。
- 琉球エアーコミューター - 2016年2月にQ100とQ300の更新用機材として、Q400CC（貨物容量拡張型）を導入開始した。それに伴い、Q100は2017年2月23日、Q300は2018年1月31日を以ってそれぞれ運航終了した。
- ANAウイングス - Q300は2014年3月31日を以って運航終了。Q400のみとなる。2017年からはオリエンタルエアブリッジとの共通事業機。
- オリエンタルエアブリッジ - 2017年からANAウイングスとの共通事業機としてQ400をリース運用のため、Q400はANA塗装でORC乗員による運用。Q200はATR42-600の導入に伴い、2024年6月30日に運行終了。
- 天草エアライン - ATR42-600の導入に伴い、2016年2月19日をもって同機種の運航終了[8]
- オーストリアン・アローズ（Austrian Arrows）
- ヴィーデロエ（Widerøe）
- アウクスブルク航空（Augsburg Airways）
- ポーターエアラインズ（Porter Airlines）
- ジャズ航空（Jazz Aviation）
- クロアチア航空
- タッシリエアラインズ（Tassili Airlines）
- サンステートエアエアラインズ（Sunstate Airlines）
- チェジュ航空（退役済み）
- GMG 航空（GMG Airlines）
- ルクスエア - ルクセンブルク大公国発着便として、中欧各地路線やウクライナ路線に使用。
- オーロラ航空（Аврора,Aurora）
- スカンジナビア航空 - 2007年10月28日をもって同機種の運用停止

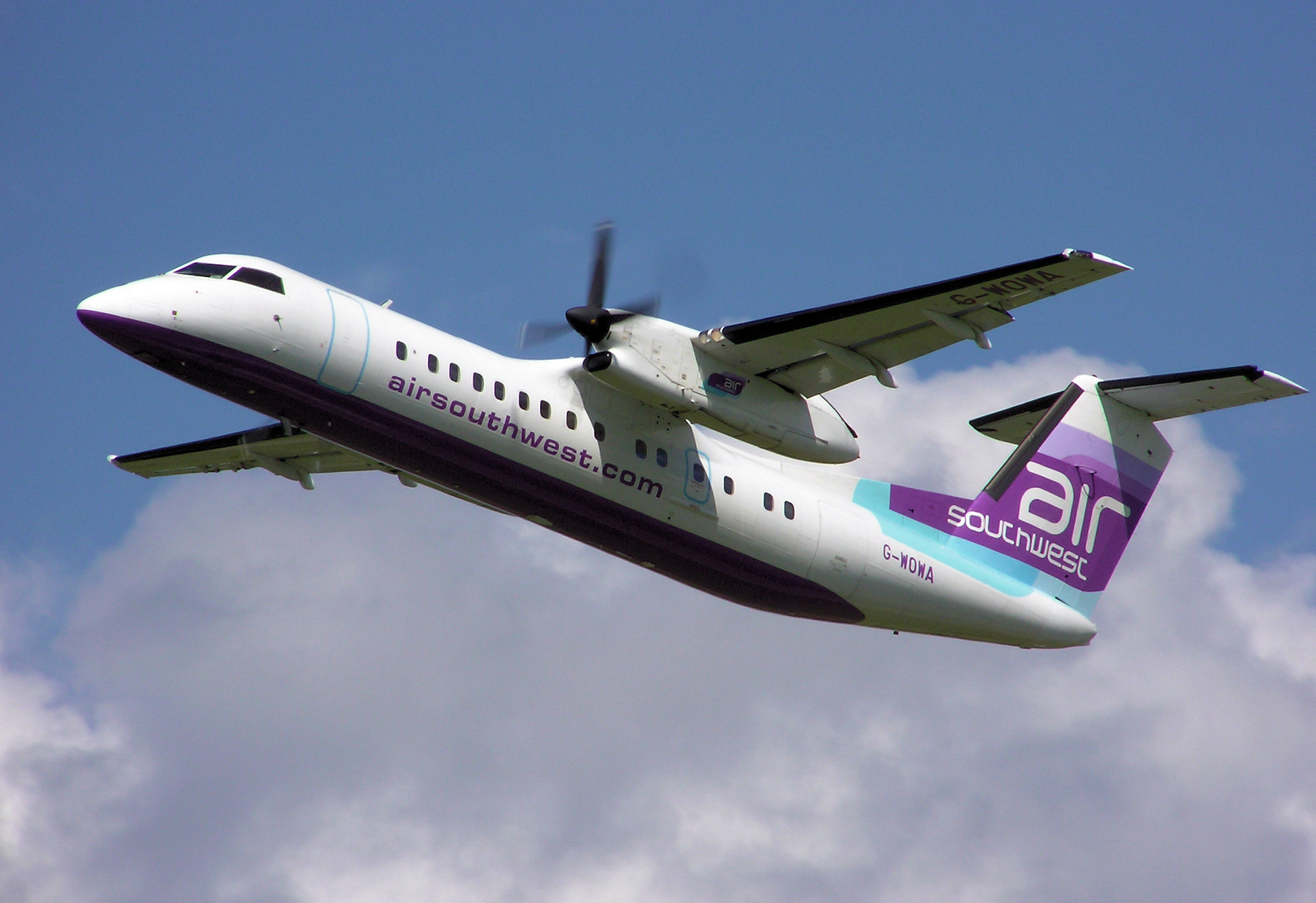
エアー・サウスウェストのQ300
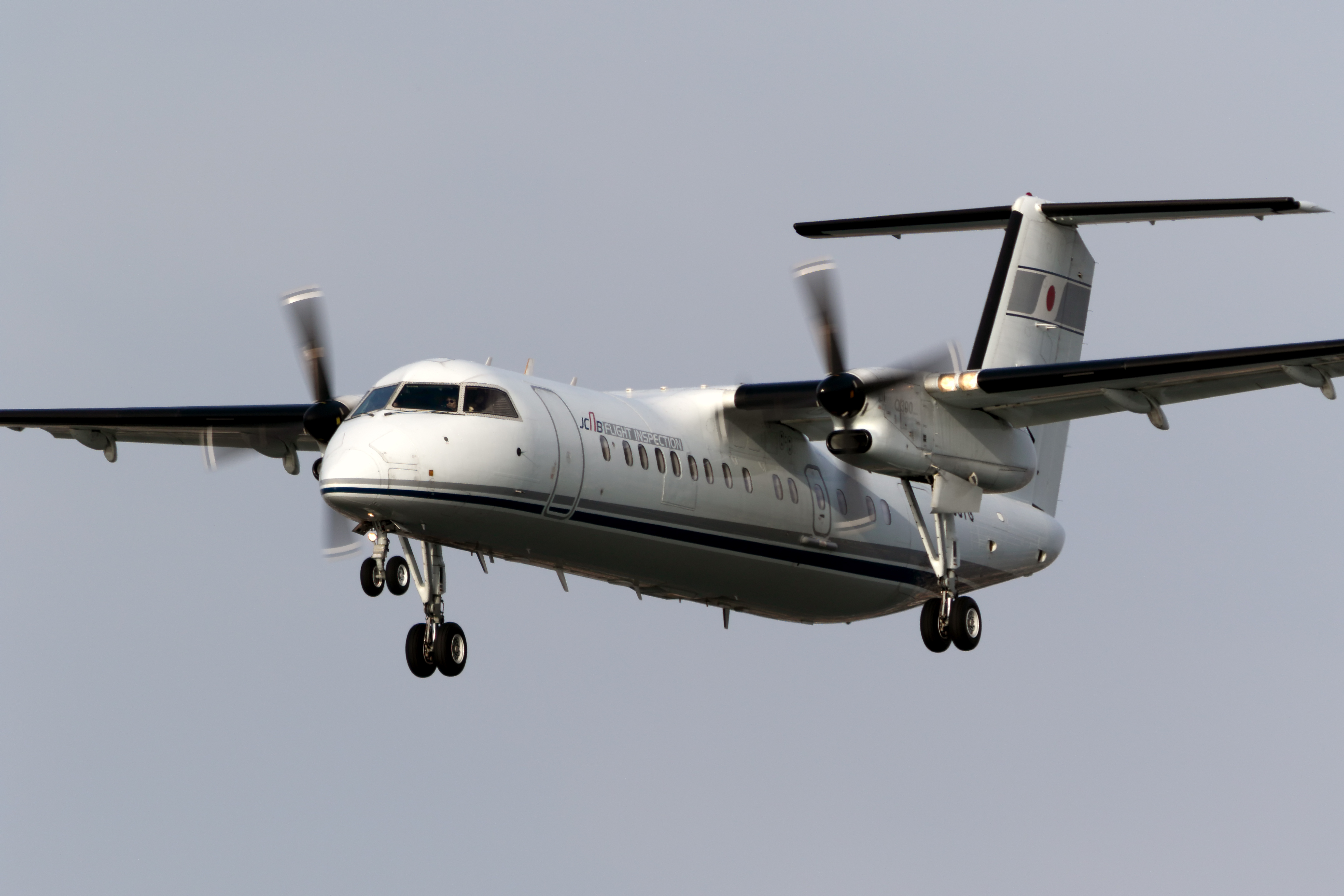
国土交通省航空局のQ300
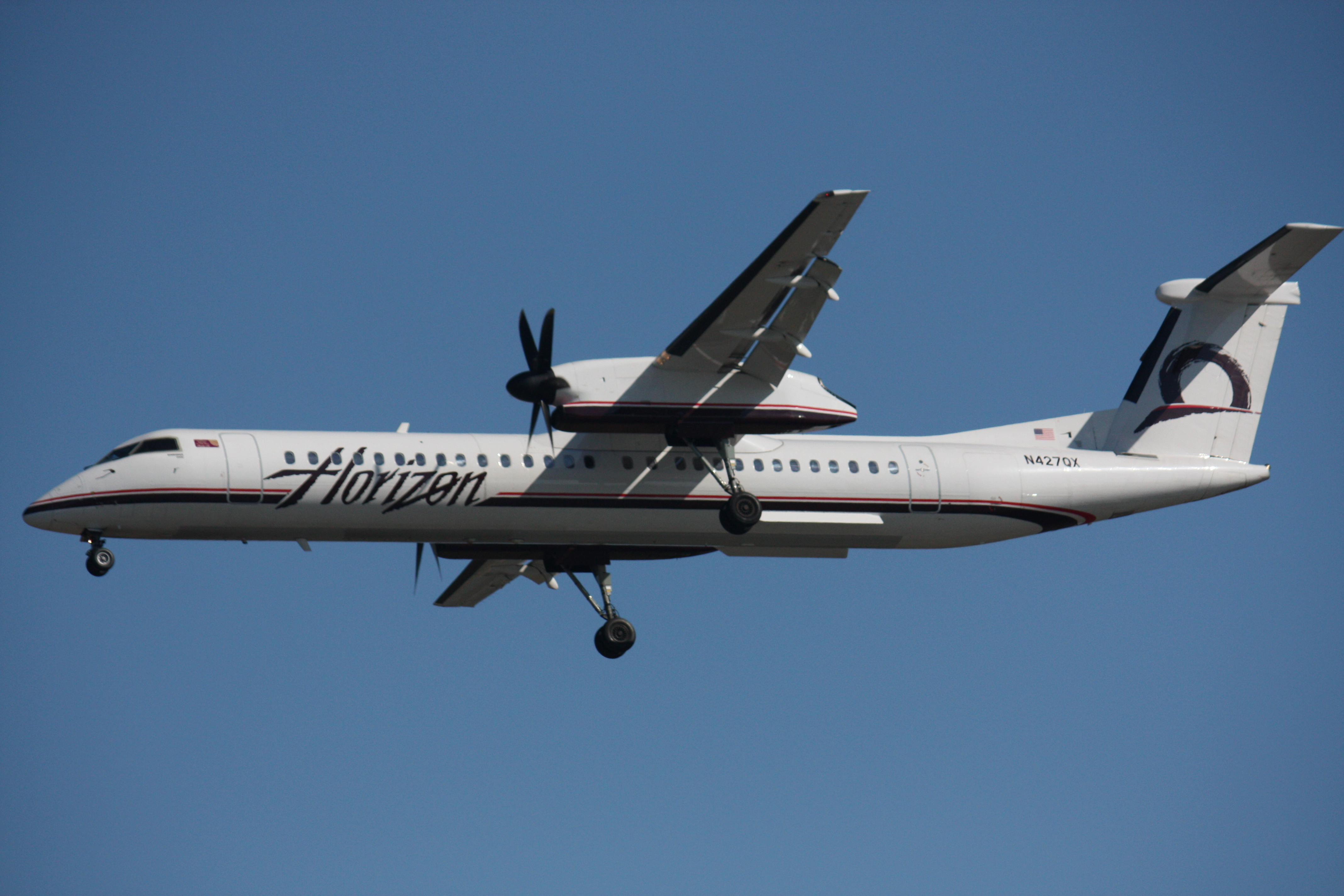
ホライゾン航空のQ400
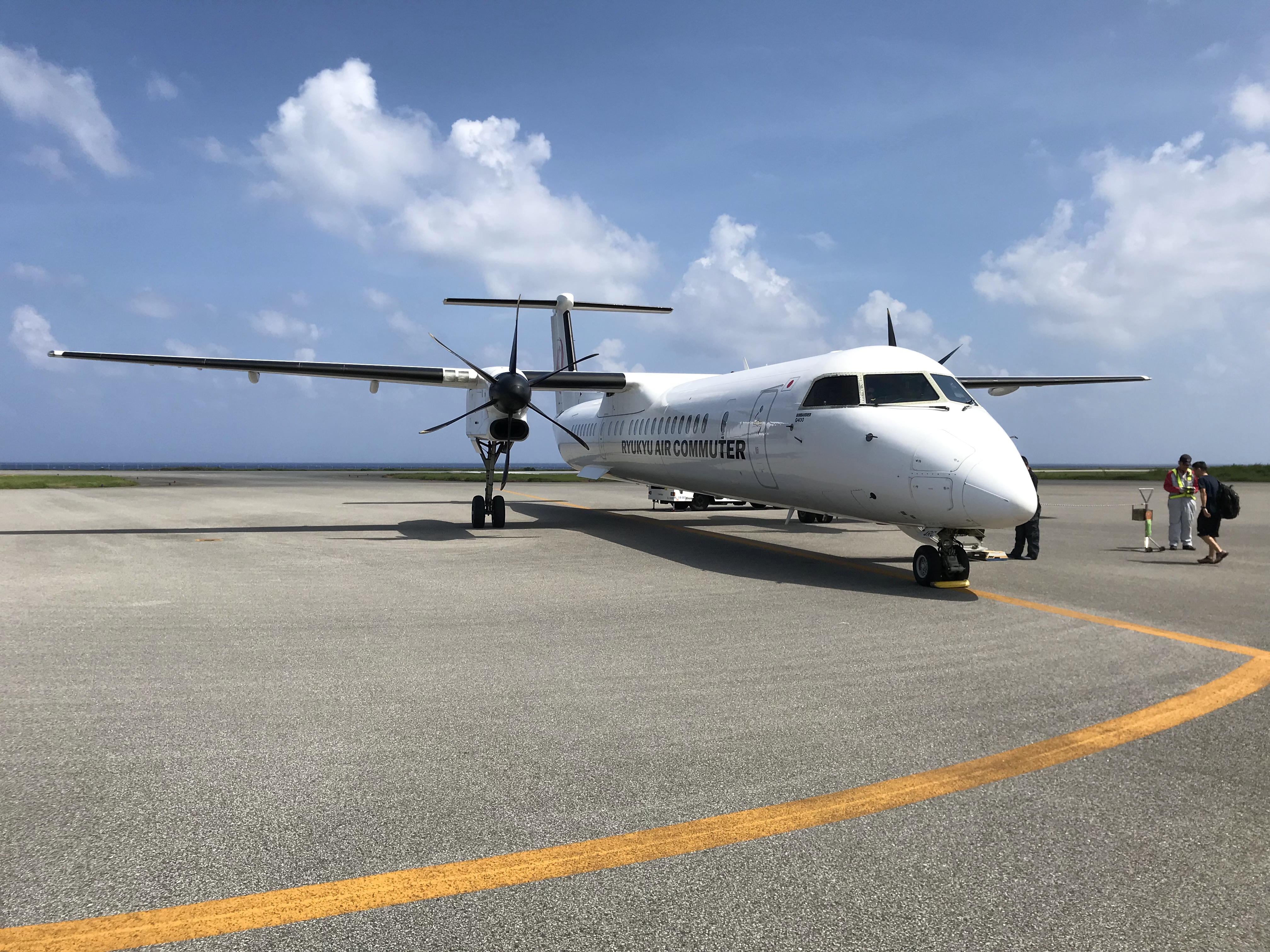
琉球エアーコミューターのQ400CC
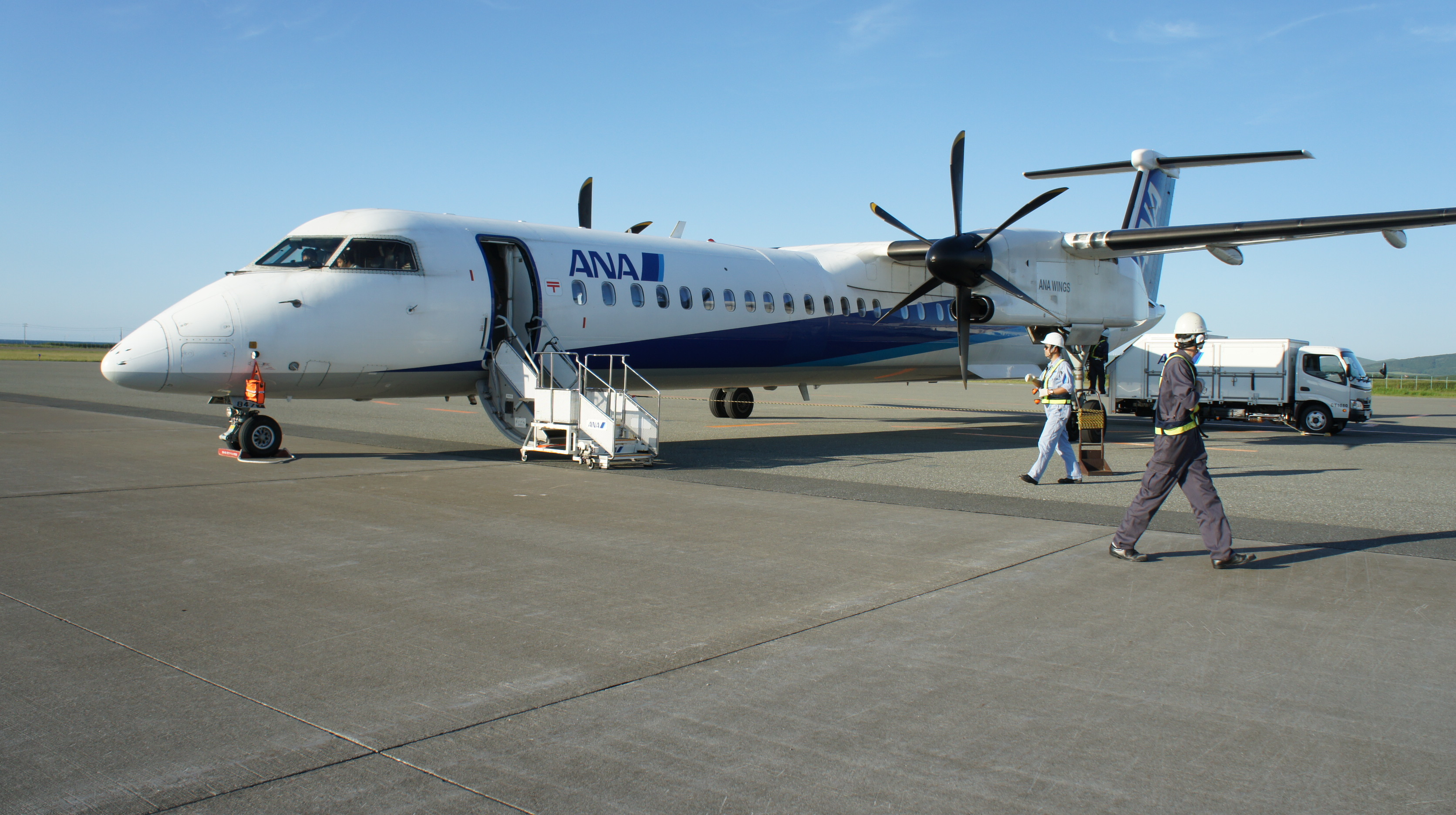
ANAウイングスのQ400

### 軍・官公庁用
カナダを始め、アメリカ、オーストラリアやオランダの海外領土など軍隊に限らず警備隊でも採用されている。
CC-142
カナダ軍が輸送機として使用。
CT-142
カナダ軍が航法訓練機として使用。
E-9
アメリカ空軍が使用。
RO-6A
アメリカ陸軍が使用する偵察機型。300シリーズがベース。
C-147A
アメリカ陸軍がパラシュート部隊のショー用に使用。300シリーズがベース。
MAボンバル300
海上保安庁にて運用。うちMA722「みずなぎ1号」（羽田航空基地所属）は、2024年1月2日、東京国際空港C滑走路上での衝突事故により焼失。
運用国
- カナダ - 2024年時点で、カナダ空軍が4機のCT-142を保有[11]。
- コロンビア - 2024年時点で、コロンビア国家警察が1機のDHC-8を保有[12]。
- アイスランド - 2024年時点で、アイスランド沿岸警備隊が1機のDHC-8-300を保有[13]。
- 日本 - 2024年時点で、海上保安庁が9機のDHC-8-300を保有[14]。
- ケニア - 2024年時点で、ケニア空軍が3機のDHC-8を保有（稼働状況は疑問とされる）[15]。
- メキシコ - 2024年時点で、メキシコ海軍が1機のDHC-8 ダッシュ8を保有[16]。
- アラブ首長国連邦 - 2024年時点で、アラブ首長国連邦空軍が2機のDHC-8 ダッシュ8 MPAを保有[17]。
- アメリカ合衆国 - 2024年時点で、アメリカ空軍が2機のE-9Aを保有[18]。

## 仕様
Q200, Q300, Q400それぞれのデータはボンバルディア社のホームページ及び出版物に準拠する。
|                | Q200                   | Q300                   | Q400 Next Gen          |
| 運航乗員       | 2名                    | 2名                    | 2名                    |
| 座席数         | 37-39（1 クラス 37）席 | 50-56（1 クラス 50）席 | 68-78（1 クラス 70）席 |
| ペイロード     | 4,213 kg               | 6,126 kg               | 8,670 kg               |
| 全長           | 22.25 m                | 25.68 m                | 32.81 m                |
| 全幅           | 25.89 m                | 27.43 m                | 28.42 m                |
| 全高           | 7.49 m                 | 7.49 m                 | 8.36 m                 |
| 翼面積         | 54.35 m2               | 56.21 m2               | 63.08 m2               |
| キャビン全長   | 9.1 m                  | 12.6 m                 | 18.80 m                |
| キャビン床面積 | 23.6 m2                | 30.6 m2                | 43.60 m2               |
| 最大離陸重量   | 16,466 kg              | 19,505 kg              | 29,257 kg              |
| 最大着陸重量   | 15,649 kg              | 19,051 kg              | 28,009 kg              |
| 最大航続距離   | 1,713 km               | 1,558 km               | 2,522 km               |
| 最大巡航速度   | 573 km/h=M0.46         | 528 km/h=M0.43         | 667 km/h=M0.54         |
| 離陸滑走距離   | 991m                   | 991m                   | 1404m                  |
| 着陸滑走距離   | 785m                   | 785m                   | 1288m                  |
| エンジン       | P&WC PW123C/D          | P&WC PW123B            | P&WC PW150A            |
| 出力           | 2,150 shp x2           | 2,500 shp x2           | 5,071 shp x2           |